# Guillaume Chaye

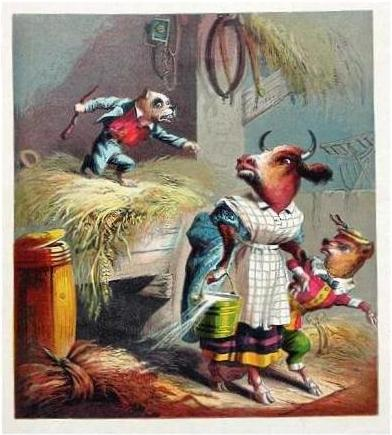
Ilustración de un cuento infantil de 1880, que puede a su vez ilustrar las esculturas de Chaye.

 Guillaume Chaye es un escultor y ceramista francés autodidacta, nacido en 1956.

## Datos biográficos
Ejerce como escultor ceramista desde 1988 y reside en Honfleur.
Hace figuras de animales, pero las viste con ropas humanas al modo de las fábulas y los cuentos infantiles.